# Hemiceras romani
Hemiceras romani är en fjärilsart som beskrevs av Felix Bryk 1953. Hemiceras romani ingår i släktet Hemiceras och familjen tandspinnare. Inga underarter finns listade i Catalogue of Life.